# Retreat (film)
Pour les articles homonymes, voir Retreat.
Pour plus de détails, voir Fiche technique et Distribution.
Retreat ou Refuge au Québec est un thriller britannico-irlandais coécrit et réalisé par Carl Tibbetts et sorti le 14 octobre 2011.

## Synopsis
Martin (Murphy) et Kate (Newton), un couple qui se disloque, tentent de se retrouver dans un cottage isolé sur une île du Pays de Galles. Ils recueillent un soldat échoué et blessé (Bell), qui affirme que sa mission est de sécuriser l'île d'une pandémie galopante... 

## Fiche technique
- Titre original et français : Retreat
- Titre québécois : Refuge
- Réalisation : Carl Tibbetts
- Scénario : Janice Hallett et Carl Tibbetts
- Direction artistique :
- Décors :
- Costumes :
- Photographie : Chris Seager
- Son :
- Montage : Jamie Trevill
- Musique : Ilan Eshkeri
- Production : Gary Sinyor et David Frost
- Société(s) de production : Magnet Films et Ripple World Pictures
- Société(s) de distribution :   Sony Pictures Entertainment
- Budget :
- Pays d’origine :  Royaume-Uni /  Irlande
- Langue : anglais
- Format : Couleur - 35mm - 2.35:1 -  Son Dolby numérique
- Genre : Thriller
- Durée :
- Dates de sortie :
  -  Royaume-Uni : 14 octobre 2011
  -  France : 17 janvier 2012 en DVD et Blu-Ray[1]

## Distribution
Source et légende : Version française (V. F.) et Version québécoise (V. Q.) sur Doublage.qc.ca
- Cillian Murphy (V. F. : Mathias Kozlowski ; V. Q. : Patrice Dubois) : Martin
- Thandiwe Newton (V. F. : Annie Milon ; V. Q. : Michèle Lituac) :  Kate
- Jamie Bell : (V. F. : Donald Reignoux ; V. Q. : Hugolin Chevrette) :  Jack
- Jimmy Yuill : (V. F. : Jean-Claude Sachot ; V. Q. : Denis Gravereaux) : Doug
- Marilyn Mantle : Mme Doug

## Version française
- Direction artistique : José Luccioni
- Adaptation des dialogues : Ludovic Manchette et Christian Niemiec